# 팔우정 해장국거리

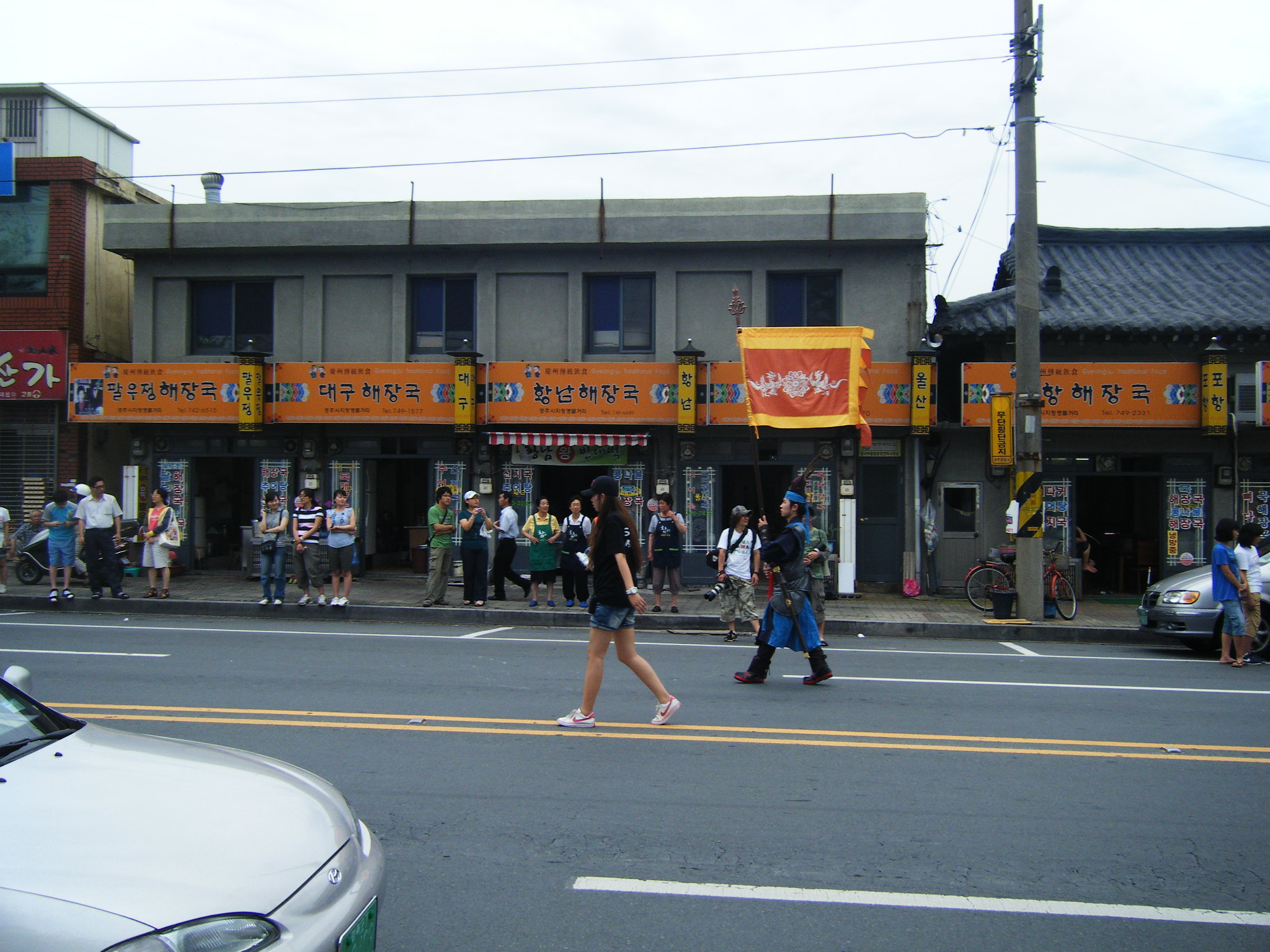
팔우정 해장국촌

팔우정 해장국거리는 경상북도 경주시 황오동에 있으며 해장국 가게가 몰려 있는 거리이다. 황오동 팔우정 삼거리 서남쪽 태종로변에 있으며 가까이에 터미널과 경주역이 있다.

## 역사
1970년대에 시작된 유명한 해장국집을 생겼으나, 쪽샘지구 정비 사업으로 인해 2020년대 초반에 완전히 역사속으로 사라질 예정이다.

현재 4집정도 남아있다